# Großsteingräber bei Kurcewo
Die Großsteingräber bei Kurcewo (auch Großsteingräber bei Krüssow genannt) waren zwei megalithische Grabanlagen der jungsteinzeitlichen Trichterbecherkultur bei Kurcewo (deutsch Krüssow), einem Ortsteil der Gmina Stargard in der Woiwodschaft Westpommern in Polen. Sie wurden im 19. Jahrhundert zerstört. Die genaue Lage der Gräber ist nicht überliefert. Sie waren etwa 100 Schritt voneinander entfernt. Beide Anlagen besaßen ein trapezförmiges Hünenbett. Zur Orientierung liegen keine Angaben vor. Das erste Bett hatte eine Länge von über 500 Fuß (mindestens 156 m) und eine Breite von 10 Fuß (ca. 3 m), das zweite eine Länge von 100 Fuß (ca. 31 m) und eine Breite von ebenfalls 10 Fuß (ca. 3 m). Über Grabkammern ist nichts bekannt.